# Rana pueyoi

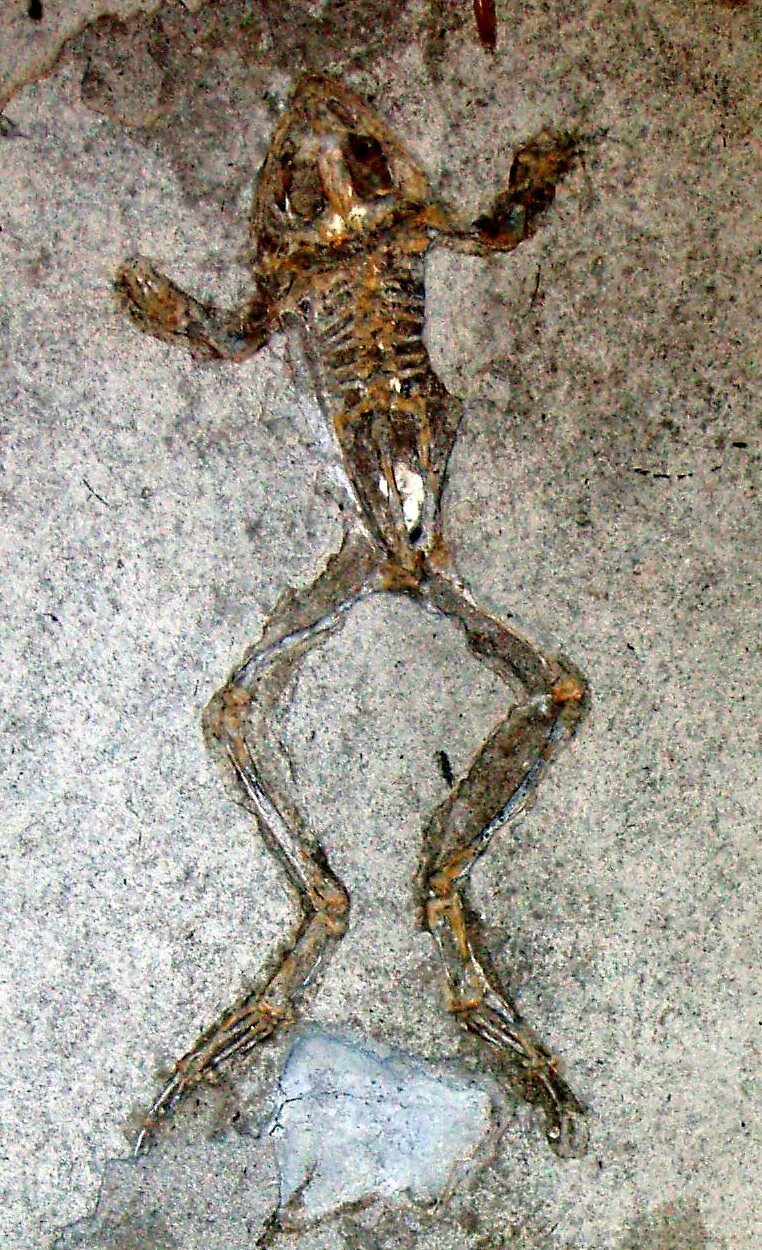
Rana pueyoi

Rana pueyoi es una especie extinta de rana de gran tamaño del Vallesiense (finales del Mioceno) en España. Fue descrita por Longinos Navás a partir de fósiles que se encontraron en una mina de azufre del municipio de Libros (Comunidad de Teruel). El nombre le fue dado en honor de José Pueyo Luesma, ingeniero y empresario aragonés, que fue quien encontró el primer ejemplar y se lo regaló a Navás.Este ejemplar, que es el ejemplar tipo, se conserva en el Museo de Ciencias Naturales de la Universidad de Zaragoza.